# 조슈아 레이놀즈
조슈아 레이놀즈(영어: Joshua Reynolds, 1723년 7월 16일 ~ 1792년 2월 23일)은 잉글랜드의 화가였다.

## 내력
1723년, 잉글랜드 남동부 플림프턴에서 태어났다. 아버지가 교사였기 때문에 아버지로부터 교육을 받았다. 1740년부터 1743년까지 화가 토머스 허드슨으로부터 수업을 받았다.
1749년에 아우구스투스 케펠과 만나 센추리 호에 승선한다.
1768년에 로열 아카데미가 창설되면서 초대 회장이 되어 아니라 회화 이론가 · 교육자로서도 큰 역할을 했다. 레이놀즈는 라파엘로와 같은 고전 회화의 거장의 양식 (그랜드 매너)을 중시하고 성자 · 신화 · 역사의 사건 등을 다룬 '역사 영상'을 회화 장르의 선두에 뒀다.
1784년에 앨런 램지가 죽자 수석 궁정 화가가 된다.